# Naravne enote
Naravne enote so določene tako, da so nekatere fizikalne konstante (zanje predvidevamo, da so prave konstate) normalizirane na 1 (njihova vrednost postane enaka 1 in nimajo razsežnosti). Pojem naravnih enot je osnovan na zamisli, da so meter, sekunda, kilogram itd. umetne enote, ki si jih je izmislil homo sapiens. Zaradi tega so vpeljali naravne enote, ki določene fizikalne konstante postavljajo enake vrednosti 1. S tem se veliko izrazov za fizikalne količine poenostavi. Zgled: kadar postavimo, da je c = 1, to pomeni, da enoto za dolžino spremenimo tako, da je ta enaka poti, ki jo svetloba naredi v eni sekundi. Pri tem pa sekunda ostane takšna kot je bila definirana.

## Konstante, ki jih lahko uporabimo v sistemu naravnih enot
V naslednji razpredelnici so nevedene možne konstante, ki bi jih lahko normalizirali za uporabo v sistemu naravnih enot. V resnici se lahko normalizira samo nekatere skupine konstant.
(oznake za razsežnost so L za dolžino, M za maso, T za čas, Q za naboj in Θ za temperaturo)
| konstanta                        | oznaka | razsežnost    |
| -------------------------------- | --- | ------------- |
| hitrost svetlobe v vakuumu       | {\displaystyle \displaystyle {c}={\frac {1}{\sqrt {\mu _{0}\varepsilon _{0}}}}\ }                                  | L T−1         |
| gravitacijska konstanta          | {\displaystyle {\kappa }\ }                                                                                        | M−1 L3 T−2    |
| Planckova konstanta (reducirana) | {\displaystyle \hbar ={\frac {h}{2\pi }}}                                                                          | M L2 T−1      |
| Coulombova konstanta             | {\displaystyle \displaystyle k_{\mathrm {e} }={\frac {1}{4\pi \varepsilon _{0}}}={\frac {\mu _{0}c^{2}}{4\pi }}\ } | Q−2 M L3 T−2  |
| influenčna konstanta             | {\displaystyle \displaystyle \varepsilon _{0}={\frac {1}{\mu _{0}c^{2}}}\ }                                        | Q2 M−1 L−3 T2 |
| indukcijska konstanta            | {\displaystyle \displaystyle \mu _{0}={\frac {1}{\varepsilon _{0}c^{2}}}\ }                                        | Q−2 M L       |
| karakteristična impedanca        | {\displaystyle \displaystyle Z_{0}=\mu _{0}c={\frac {1}{\varepsilon _{0}c}}\ }                                     | Q−2 M L2 T−1  |
| osnovni naboj                    | {\displaystyle {e_{0}}\ }                                                                                          | Q             |
| masa elektrona                   | {\displaystyle {m_{\rm {e}}}\ }                                                                                    | M             |
| masa protona                     | {\displaystyle {m_{\rm {p}}}\ }                                                                                    | M             |
| Boltzmannova konstanta           | {\displaystyle {k_{\rm {B}}}\ }                                                                                    | M L2 T−2 Θ−1  |

## Sistemi naravnih enot

### Planckove enote
| količina             | izraz                                                                               | metrična vrednost   |
| -------------------- | ----------------------------------------------------------------------------------- | ------------------- |
| dolžina (L)          | {\displaystyle l_{\rm {P}}={\sqrt {\frac {\hbar \kappa }{c^{3}}}}}                  | 1,616252×10−35 m    |
| masa (M)             | {\displaystyle m_{\rm {P}}={\sqrt {\frac {\hbar c}{\kappa }}}}                      | 2,17644(11)×10−8 kg |
| čas (T)              | {\displaystyle t_{\rm {P}}={\sqrt {\frac {\hbar \kappa }{c^{5}}}}}                  | 5,39124×10−44 s     |
| električni naboj (Q) | {\displaystyle q_{\rm {P}}={\sqrt {\hbar c(4\pi \varepsilon _{0})}}}                | 1,87554573×10−18 C  |
| temperatura (Θ)      | {\displaystyle T_{\rm {P}}={\sqrt {\frac {\hbar c^{5}}{\kappa {k_{\rm {B}}}^{2}}}}} | 1,416785×1032 K     |

Količine, ki jih normaliziramo:
{\displaystyle c=\kappa =\hbar ={\frac {1}{4\pi \varepsilon _{0}}}=k_{\rm {B}}=1\!\,.}
Iz tega sledi, da je:
{\displaystyle e_{0}={\sqrt {\alpha }}\!\,.}
Planckov sistem enot je nekaj posebnega, ker ne uporablja nobenega izmed določenih fizičnih objektov kot so osnovni delci (npr. naboj, maso, spin, itd.). Vse konstante, ki so normalizirane v planckovem sistemu enot, so lastnosti prostega prostora, ki odgovarja vakuumu. Po definiciji se Planckove enote na nanašajo na osnovni naboj, ki je tukaj definiran kot Planckov naboj, ki je kvadratni koren iz konstante fine strukture.

### Heaviside-Lorentzove enote
Količine, ki jih normaliziramo:
{\displaystyle \hbar ={c}={\varepsilon _{0}}={\mu _{0}}={Z_{0}}={1}\!\,.}
Enote se pogosto uporabljajo v relativističnih izračunih, v fiziki osnovnih delcev in jedrski fiziki. Enote je posebno ugodno uporabljati v prostorih, ki imajo več kot 3 razsežnosti (npr. teorija strun).
V sistemu enot Heaviside-Lorentza velja:
{\displaystyle \alpha ={\frac {e_{0}^{2}}{4\pi }}\!\,.}
Iz tega se dobi osnovni naboj v tem sistemu enot:
{\displaystyle e_{0}={\sqrt {4\pi \alpha }}=0,30282212...}

### Stoneyeve enote
| količina             | izraz | metrična vrednost |
| -------------------- | --- | ----------------- |
| dolžina (L)          | {\displaystyle l_{\rm {S}}={\sqrt {\frac {\kappa e_{0}^{2}}{c^{4}(4\pi \varepsilon _{0})}}}}                  | 1,38068×10−36 m   |
| masa (M)             | {\displaystyle m_{\rm {S}}={\sqrt {\frac {e_{0}^{2}}{\kappa (4\pi \varepsilon _{0})}}}}                       | 1,85921×10−9 kg   |
| čas (T)              | {\displaystyle t_{\rm {S}}={\sqrt {\frac {\kappa e_{0}^{2}}{c^{6}(4\pi \varepsilon _{0})}}}}                  | 4,60544×10−45 s   |
| električni naboj (Q) | {\displaystyle q_{\rm {S}}=e_{0}\ }                                                                           | 1,60218×10−19 C   |
| temperatura (Θ)      | {\displaystyle T_{\rm {S}}={\sqrt {\frac {c^{4}e_{0}^{2}}{\kappa (4\pi \varepsilon _{0}){k_{\rm {B}}}^{2}}}}} | 1,21028×1031 K    |

Količine, ki jih normaliziramo:
{\displaystyle c=\kappa =e_{0}={\frac {1}{4\pi \varepsilon _{0}}}=k_{\rm {B}}=1\!\,.}
Iz tega sledi:
{\displaystyle \hbar ={\frac {1}{\alpha }}\!\,.}
Irski fizik George Johnstone Stoney (1826 – 1911) je bil prvi, ki je vpeljal pojem naravnih enot.

### Schrödingerjeve enote
| količina             | izraz | metrična vrednost   |
| -------------------- | --- | ------------------- |
| dolžina (L)          | {\displaystyle l_{\psi }={\sqrt {\frac {\hbar ^{4}\kappa (4\pi \varepsilon _{0})^{3}}{e_{0}^{6}}}}}                   | 2,59276×10−32 m     |
| masa (M)             | {\displaystyle m_{\psi }={\sqrt {\frac {e^{2}}{\kappa (4\pi \varepsilon _{0})}}}}                                     | 1,85921×10−9 kg     |
| čas (T)              | {\displaystyle t_{\psi }={\sqrt {\frac {\hbar ^{6}\kappa (4\pi \varepsilon _{0})^{5}}{e_{0}^{10}}}}}                  | 1,18516×10−38 s     |
| električni naboj (Q) | {\displaystyle q_{\psi }=e_{0}\ }                                                                                     | 1,602176487×10−19 C |
| temperatura (Θ)      | {\displaystyle T_{\psi }={\sqrt {\frac {e_{0}^{10}}{\hbar ^{4}(4\pi \varepsilon _{0})^{5}\kappa {k_{\rm {B}}}^{2}}}}} | 6,44490×1026 K      |

Količine, ki jih normaliziramo:
{\displaystyle e_{0}=\kappa =\hbar ={\frac {1}{4\pi \varepsilon _{0}}}=k_{\rm {B}}=1\!\,.}
Kar ima za posledico:
{\displaystyle c={\frac {1}{\alpha }}\!\,.}
Schrödingerjev sistem enot ne vsebuje definicije hitrosti svetlobe, ki postane obratna vrednost konstante fine strukture.

### Atomske enote
| količina             | izraz | metrična vrednost |
| -------------------- | --- | ----------------- |
| dolžina (L)          | {\displaystyle l_{\rm {A}}={\frac {\hbar ^{2}(4\pi \varepsilon _{0})}{m_{\rm {e}}e_{0}^{2}}}}                | 5,29177×10−11 m   |
| masa (M)             | {\displaystyle m_{\rm {A}}=m_{\rm {e}}\ }                                                                    | 9,10938×10−31 kg  |
| čas (T)              | {\displaystyle t_{\rm {A}}={\frac {\hbar ^{3}(4\pi \varepsilon _{0})^{2}}{m_{\rm {e}}e_{0}^{4}}}}            | 2,41889×10−17 s   |
| električni naboj (Q) | {\displaystyle q_{\rm {A}}=e_{0}\ }                                                                          | 1,60218×10−19 C   |
| temperatura (Θ)      | {\displaystyle T_{\rm {A}}={\frac {m_{\rm {e}}e_{0}^{4}}{\hbar ^{2}(4\pi \varepsilon _{0})^{2}k_{\rm {B}}}}} | 3,15774×105 K     |

Količine, ki jih normaliziramo:
{\displaystyle e_{0}=m_{\rm {e}}=\hbar ={\frac {1}{4\pi \varepsilon _{0}}}=k_{\rm {B}}=1\!\,.}
To ima za posledico:
{\displaystyle c={\frac {1}{\alpha }}\!\,.}
Prvi jih je uvedel Douglas Rayner Hartree, da bi poenostavil računanje v fiziki vodikoveg atoma.

### Elektronski sistem enot
| količina             | izraz                                                                                    |
| -------------------- | ---------------------------------------------------------------------------------------- |
| dolžina (L)          | {\displaystyle l_{\rm {e}}={\frac {e_{0}^{2}}{c^{2}m_{\rm {e}}(4\pi \varepsilon _{0})}}} |
| masa (M)             | {\displaystyle m_{\rm {e}}=m_{\rm {e}}\ }                                                |
| čas (T)              | {\displaystyle t_{\rm {e}}={\frac {e^{2}}{c^{3}m_{\rm {e}}(4\pi \varepsilon _{0})}}}     |
| električni naboj (Q) | {\displaystyle q_{\rm {e}}=e_{0}\ }                                                      |
| temperatura (Θ)      | {\displaystyle T_{\rm {e}}={\frac {m_{\rm {e}}c^{2}}{k_{\rm {B}}}}}                      |

Količine, ki jih normaliziramo:
{\displaystyle c=e_{0}=m_{\rm {e}}={\frac {1}{4\pi \varepsilon _{0}}}=k_{\rm {B}}=1\!\,.}
To ima za posledico:
{\displaystyle \hbar ={\frac {1}{\alpha }}\!\,.}

### Naravne enote (fizika osnovnih delcev)
| količina             | izraz                                                                | metrična vrednost |
| -------------------- | -------------------------------------------------------------------- | ----------------- |
| dolžina (L)          | {\displaystyle l_{\rm {nu}}={\frac {\hbar }{m_{\rm {e}}c}}}          | 3,86159×10−13 m   |
| masa (M)             | {\displaystyle m_{\rm {nu}}=m_{\rm {e}}\ }                           | 9,10938×10−31 kg  |
| čas (T)              | {\displaystyle t_{\rm {nu}}={\frac {\hbar }{m_{\rm {e}}c^{2}}}}      | 1,28809×10−21 s   |
| električni naboj (Q) | {\displaystyle q_{\rm {nu}}=e_{0}\ }                                 | 1,60218×10−19 C   |
| temperatura (Θ)      | {\displaystyle T_{\rm {nu}}={\frac {m_{\rm {e}}c^{2}}{k_{\rm {B}}}}} | 5,92989×109 K     |

Količine, ki jih normaliziramo:
{\displaystyle c=e_{0}=m_{\rm {e}}=\hbar =k_{\rm {B}}=1\!\,.}
To ima za posledico:
{\displaystyle {\frac {1}{4\pi \varepsilon _{0}}}=\alpha \!\,.}
Ta sistem enot se uporablja v fiziki osnovnih delcev, ki imajo visoko energijo.

### Sistem enot kvantne kromodinamike
| količina             | izraz                                                                      |
| -------------------- | -------------------------------------------------------------------------- |
| dolžina (L)          | {\displaystyle l_{\mathrm {QCD} }={\frac {\hbar }{m_{\rm {p}}c}}}          |
| masa (M)             | {\displaystyle m_{\mathrm {QCD} }=m_{\rm {p}}\ }                           |
| čas (T)              | {\displaystyle t_{\mathrm {QCD} }={\frac {\hbar }{m_{\rm {p}}c^{2}}}}      |
| električni naboj (Q) | {\displaystyle q_{\mathrm {QCD} }=e_{0}\ }                                 |
| temperatura (Θ)      | {\displaystyle T_{\mathrm {QCD} }={\frac {m_{\rm {p}}c^{2}}{k_{\rm {B}}}}} |

Količine, ki jih normaliziramo:
{\displaystyle c=e_{0}=m_{\rm {p}}=\hbar =k_{\rm {B}}=1\!\,.}
To ima za posledico:
{\displaystyle {\frac {1}{4\pi \varepsilon _{0}}}=\alpha \!\,.}
V tem sistemu je masa elektrona zamenjana z maso protona.

### Geometrizirane enote
Količine, ki jih normaliziramo:
{\displaystyle c=\kappa =1\!\,.}
Geometriziran sistem enot ni enolično definiran. V tem sistemu sta hitrost svetlobe in garvitacijska konstanta postavljeni tako, da imata vrednost 1.
To ima za posledico:
{\displaystyle k_{\rm {B}}=1\ }
{\displaystyle {\frac {1}{4\pi \varepsilon _{0}}}=1}.
Če postavimo tudi reducirano Planckovo konstanto na 1:
{\displaystyle \hbar =1\!\,,}
dobimo Planckove enote.

## Pregled sistemov naravnih enot
| količina / oznaka                                                                    | Planckov                                                                         | Heaviside-Lorentzov                                  | Stoneyev                                                       | Schrödingerjev                                                 | atomski                                                                                 | elektronski                                | »naravne enote«                             | QCD                                                                    |
| ------------------------------------------------------------------------------------ | -------------------------------------------------------------------------------- | ---------------------------------------------------- | -------------------------------------------------------------- | -------------------------------------------------------------- | --------------------------------------------------------------------------------------- | ------------------------------------------ | ------------------------------------------- | ---------------------------------------------------------------------- |
| hitrost svetlobe v vakuumu {\displaystyle c\,}                                       | {\displaystyle 1\,}                                                              | {\displaystyle 1\,}                                  | {\displaystyle 1\,}                                            | {\displaystyle {\frac {1}{\alpha }}\ }                         | {\displaystyle {\frac {1}{\alpha }}\ }                                                  | {\displaystyle 1\,}                        | {\displaystyle 1\,}                         | {\displaystyle 1\,}                                                    |
| influenčna konstanta {\displaystyle \varepsilon _{0}\,}                              | {\displaystyle {\frac {1}{4\pi }}\,}                                             | {\displaystyle 1\,}                                  | {\displaystyle {\frac {1}{4\pi }}\,}                           | {\displaystyle {\frac {1}{4\pi }}\,}                           | {\displaystyle {\frac {1}{4\pi }}\,}                                                    | {\displaystyle {\frac {1}{4\pi }}\,}       | {\displaystyle {\frac {1}{4\pi \alpha }}\,} | {\displaystyle {\frac {1}{4\pi \alpha }}\,}                            |
| indukcijska konstanta {\displaystyle \mu _{0}={\frac {1}{\varepsilon _{0}c^{2}}}\,}  | {\displaystyle 4\pi \,}                                                          | {\displaystyle 1\,}                                  | {\displaystyle 4\pi \,}                                        | {\displaystyle 4\pi \alpha ^{2}\,}                             | {\displaystyle 4\pi \alpha ^{2}\,}                                                      | {\displaystyle 4\pi \,}                    | {\displaystyle 4\pi \alpha \,}              | {\displaystyle 4\pi \alpha \,}                                         |
| karakteristična impedanca {\displaystyle Z_{0}={\frac {1}{\varepsilon _{0}c}}\,}     | {\displaystyle 4\pi \,}                                                          | {\displaystyle 1\,}                                  | {\displaystyle 4\pi \,}                                        | {\displaystyle 4\pi \alpha \,}                                 | {\displaystyle 4\pi \alpha \,}                                                          | {\displaystyle 4\pi \,}                    | {\displaystyle 4\pi \alpha \,}              | {\displaystyle 4\pi \alpha \,}                                         |
| Planckova konstanta (reducirana) {\displaystyle \hbar ={\frac {h}{2\pi }}}           | {\displaystyle 1\,}                                                              | {\displaystyle 1\,}                                  | {\displaystyle {\frac {1}{\alpha }}\ }                         | {\displaystyle 1\,}                                            | {\displaystyle 1\,}                                                                     | {\displaystyle {\frac {1}{\alpha }}\ }     | {\displaystyle 1\,}                         | {\displaystyle 1\,}                                                    |
| osnovni naboj {\displaystyle e_{0}\,}                                                | {\displaystyle {\sqrt {\alpha }}={\frac {e_{0}}{q_{\rm {P}}}}\,}                 | {\displaystyle {\sqrt {4\pi \alpha \ }}\,}           | {\displaystyle 1\,}                                            | {\displaystyle 1\,}                                            | {\displaystyle 1\,}                                                                     | {\displaystyle 1\,}                        | {\displaystyle 1\,}                         | {\displaystyle 1\,}                                                    |
| Josephsonova konstanta {\displaystyle K_{\rm {J}}={\frac {e_{0}}{\pi \hbar }}\,}     | {\displaystyle {\frac {\sqrt {\alpha }}{\pi }}\,}                                | {\displaystyle 2{\sqrt {\frac {\alpha }{\pi }}}\,}   | {\displaystyle {\frac {\alpha }{\pi }}\,}                      | {\displaystyle {\frac {1}{\pi }}\,}                            | {\displaystyle {\frac {1}{\pi }}\,}                                                     | {\displaystyle {\frac {\alpha }{\pi }}\,}  | {\displaystyle {\frac {1}{\pi }}\,}         | {\displaystyle {\frac {1}{\pi }}\,}                                    |
| von Klitzingova konstanta {\displaystyle R_{\rm {K}}={\frac {2\pi \hbar }{e^{2}}}\,} | {\displaystyle {\frac {2\pi }{\alpha }}\,}                                       | {\displaystyle {\frac {1}{2\alpha }}\,}              | {\displaystyle {\frac {2\pi }{\alpha }}\,}                     | {\displaystyle 2\pi \,}                                        | {\displaystyle 2\pi \,}                                                                 | {\displaystyle {\frac {2\pi }{\alpha }}\,} | {\displaystyle 2\pi \,}                     | {\displaystyle 2\pi \,}                                                |
| gravitacijska konstanta {\displaystyle \kappa \,}                                    | {\displaystyle 1\,}                                                              | {\displaystyle {\frac {1}{4\pi }}\,}                 | {\displaystyle 1\,}                                            | {\displaystyle 1\,}                                            | {\displaystyle \alpha _{\kappa }=\left({\frac {m_{\rm {e}}}{m_{\rm {P}}}}\right)^{2}\,} | {\displaystyle \alpha _{\kappa }\,}        | {\displaystyle \alpha _{\kappa }\,}         | {\displaystyle \mu ^{2}\alpha _{\kappa }\,}                            |
| masa elektrona {\displaystyle m_{\rm {e}}\,}                                         | {\displaystyle {\sqrt {\alpha _{\kappa }}}={\frac {m_{\rm {e}}}{m_{\rm {P}}}}\,} | {\displaystyle {\sqrt {4\pi \alpha _{\kappa }\ }}\,} | {\displaystyle {\sqrt {\frac {\alpha _{\kappa }}{\alpha }}}\,} | {\displaystyle {\sqrt {\frac {\alpha _{\kappa }}{\alpha }}}\,} | {\displaystyle 1\,}                                                                     | {\displaystyle 1\,}                        | {\displaystyle 1\,}                         | {\displaystyle {\frac {1}{\mu }}={\frac {m_{\rm {e}}}{m_{\rm {p}}}}\,} |

α je konstanta fine strukture, približno 7,2973525376×10−3 = (137,035999679)-1.
{\displaystyle \alpha _{\kappa }} je gravitacijska sklopitvena konstanta, približno 1,7518×10−45.
μ je razmerje mas proton-elektron, približno 1836,15267247.